# Голубев, Яков Иванович
Я́ков Ива́нович Го́лубев (1800—1889) — русский государственный и финансовый деятель, член Совета министра финансов, тайный советник.

## Биография
Родился в 1800 году.
В службе  и классном чине с 6 ноября 1822 года; 23 марта 1837 года был произведён в коллежские советники, служил начальником отделения 2-го департамента Министерства государственных имуществ. В 1840 году произведён в статские советники, вице-директор Департамента податей и сборов Министерства финансов.
В действительные статские советники был произведён 18 сентября 1845 года, в тайные советники — 23 июня 1861 года Был членом Совета министра финансов.
Был награждён российскими орденами вплоть до ордена Святого Александра Невского пожалованного ему 15 сентября 1882 года.
Умер в 1889 году был похоронен на Волковском православном кладбище.

## Семья
Был женат на Варваре Валентиновне Дельсаль (?—1876). Их дети:
- сын Иван (1841—1918) — действительный тайный советник, вице-председатель Государственного совета Российской империи
- дочь Аглаида (?—25.02.1899), в замужестве Никифорова — жена генерал-майора[8].